# Eduardo Chozas
Eduardo Chozas Olmo (født 5. juli 1960 i Madrid) er en tidligere spansk professionel landevejscykelrytter. Han vandt fire etaper i Tour de France og tre i Giro d'Italia. Han blev også udråbt som den mest angrebsivrige rytter i Tour de France 1990.

## Eksterne links
- Personlige hjemmeside Arkiveret 1. november 2020 hos  Wayback Machine (spansk)
- Profil på cykelsiderne.net Arkiveret 26. januar 2022 hos  Wayback Machine

| Cykling | Spire Denne biografi om en spansk cykelrytter er en spire som bør udbygges. Du er velkommen til at hjælpe Wikipedia ved at udvide den. |